# 아루바 올림픽 위원회
아루바 올림픽 위원회(네덜란드어: Comité Olímpico Arubano)는 아루바를 대표하는 국가 올림픽 위원회이다. IOC 코드는 ARU이다. 본부는 오라녜스타트에 있으며 범아메리카 스포츠 기구에 소속되어 있다.
1985년에 설립되었으며 1986년에 국제 올림픽 위원회의 승인을 받았다. 올림픽, 팬아메리칸 게임, 중앙아메리카·카리브해 경기 대회, 남아메리카 게임을 비롯한 국제 스포츠 대회에 참가하는 아루바의 선수들을 대표한다.